# Афонсу I Великий
Афо́нсу I Великий (порт. Afonso I o Grande; 25 июля 1109, Гимарайнш — 6 декабря 1185, Коимбра; порт. Afonso Henriques), Афонсу Завоеватель (порт. Afonso o Conquistador) и Афонсу Основатель (порт. Afonso o Fundador) — граф Португалии с 1128 года, первый король Португалии после провозглашения 26 июля 1139 года её независимости от королевства Леон.

## Исторические реалии Пиренеев XI века
В конце XI века внешняя политика государств Пиренейского полуострова была более всего связана с Реконкистой — войной против мусульман. Это было также время Крестовых походов, когда рыцари разных стран Европы отправлялись в Святую землю сражаться против «неверных». Альфонсо VI Кастильский нашёл подходящее решение всех проблем: он попросил помощи у французских рыцарей для войны с маврами в своей стране. В обмен он согласился выдать своих дочерей за предводителей войск и даровать им королевские привилегии. Таким образом, Уррака Кастильская вышла замуж за Раймунда, второго сына пфальцграфа Гильома Бургундского, а её единокровная сестра, незаконнорождённая дочь Альфонсо VI Тереза Леонская, вышла замуж за дядю Раймунда, Генриха Бургундского. Генрих получил титул граф Португалии, наименее защищённой феодальной провинции на юге Галисии, где были наиболее вероятны вторжения мавров. Вместе с супругой Терезой как соправительницей Португалии Генрих выполнял свою функцию охраны и правил землями тестя.
От этого брака родилось несколько сыновей, но выжил только один — Афонсу Энрикеш, то есть Афонсу сын Энрике (от испанского варианта имени Генриха Бургундского).

## Биография

### Детство и юность
Афонсу родился 25 июля 1109 года, предположительно в Коимбре, детство и юность провёл в Гимарайнше. Юноша унаследовал титул своего отца, графа Португалии в 1128 году, победив и заточив в монастырь собственную мать. После смерти Генриха Бургундского в 1112 году, графством правила мать Афонсу Тереза Леонская, титуловавшаяся «графиней Португальской» (1112—1128).
Отношения между Терезой и сыном оказались трудными. Афонсу было всего 11 (1120 год), когда архиепископ Браги сделал его знаменем и номинальным вождём оппозиции против его матери. В результате и молодой принц и епископ были изгнаны из Португалии. Афонсу провёл последующие несколько лет вдали от своей страны[где?], под присмотром архиепископа.
В 1123 году Афонсу достиг 14 лет, возраста дееспособности для XII века. Он произвёл себя в рыцари, поднял войско и попытался взять контроль над собственными землями. Он одержал в 1128 году победу над войсками матери при Гимарайнше, взял её в плен и навечно заточил в Леонский монастырь. Он также победил союзника матери короля Альфонсо VII Кастильского, и таким образом расторг свою вассальную зависимость от Леона и Кастилии.

### Восшествие на престол
Затем Афонсу обратил своё оружие на решение вечной проблемы мавров на юге. Его военные кампании были успешны, и 25 июля 1139 года он одержал важнейшую победу при Оурике, после чего его солдаты незамедлительно провозгласили его королём (титул Афонсу звучал буквально как «король португальцев» (порт. Rei dos Portugueses). Затем Афонсу собрал королевскую ассамблею в городе Ламегу, где получил корону из рук архиепископа Браги Жуана Пекулиара в подтверждение независимости. С этого момента Португалия фактически перестала быть феодальным уделом Кастилии и стала независимым государством.
Однако, чтобы независимость де-факто приобрела международный статус, необходимо было добиться признания других государей и папы римского Иннокентия II. Афонсу направил послов в Рим для переговоров с папой, а между тем женился на Мафальде, дочери Амадео III, графа Савойского. В Португалии он основал несколько монастырей и даровал значительные привилегии религиозно-рыцарским орденам. В 1143 году он объявил себя и своё королевство слугами Церкви и пообещал довершить изгнание мусульман с Пиренейского полуострова.
Афонсу и в дальнейшем отличился в войнах против арабов, у которых он отвоевал Сантарен (1146 год) и Лиссабон (1147 год). Он также захватил плацдарм к югу от реки Тежу, хотя его и пришлось затем вернуть.

### Семья и дети
- От жены (с 1146) Мафальды Савойской (Матильды, Маго) (1125—1157), дочери графа Амадея III Савойского (ок. 1095 — ок. 1148) и Матильды д’Альбон (ок. 1100—1145):
  - Энрике (17 февраля 1147 — 7 октября 1155);
  - Уррака (1148 — ок. 1211), с 1165 года жена Фернандо II, короля Леона, мать Альфонсо IX, в 1175 году брак расторгнут папой;
  - Тереза (1151—1218), с 1184 года жена Филиппа I, графа Фландрского, овдовела в 1191 году, с 1194 года жена Эда III, герцога Бургундии, брак аннулирован в 1195 году;
  - Мафальда (1153—1162), с 1159 года обручена с Альфонсо II, инфантом Арагона, но умерла до замужества;
  - Саншу I, король Португалии (1154—1212);
  - Жуан (1156—1163);
  - Санша (24 сентября 1157—1167).
- Побочные дети:
  - Педру Афонсу (ок. 1130—09.05. 1169)[2], ок. 1160 года — 1-й гроссмейстер духовно-рыцарского ордена «Братство Девы Марии из Эворы» (впоследствии Ависский орден). Старший из известных бастардов короля, мать его достоверно неизвестна, но, большинство исследователей считают, что ей была дона Шамоа Гомеш (порт. Chamoa Gomes), галисийская дворянка, племянница графа Фернана Переша (порт. Fernão Peres de Trava), отчима Афонсу I, второго супруга королевы Терезы Леонской. В некоторых устаревших работах считается сводным братом Афонсу I, сыном Энрике Бургундского и упоминается под именем Педру Энрикеш;
  - Тереза Афонсу (ок. 1134—?), от доны Шамоа Гомеш, первым браком жена Саншу Нунеша, сеньора Селанова, вторым браком с 1154 года жена Фернана Мендеша, сеньора Браганса; некоторые авторы считают её потомком Мартина Муниша, героически погибшего при осаде Лиссабона в 1147 году.
  - Фернанду Афонсу (?—ок.1172), от доны Шамоа Гомеш, алфереш-мор королевства. Некоторые современные португальские историки (Жозе Матозу (José Mattoso), Изабел Ленкаштре (Isabel Lencastre), Бернарду Вашконселуш и Соуза (Bernardo Vasconcelos e Sousa)) считают, что алфереш-мор Фернанду Афонсу и 12-й великий магистр иоаннитов Афонсу — это одно и то же лицо[3][4], но М. Абраншеш Совирал, известный современный историк и генеалог, считает, что это два разных человека.
  - Афонсу (1135—1207), от доны Шамоа Гомеш, крестоносец, участник четвёртого крестового похода, с 1202 года 12-й великий магистр ордена госпитальеров.
  - Уррака (? — после 1212), от Элвиры Гуалтар, сеньора Аво (с 1185), сеньора Авейру (с 1187), жена Педру Афонсу Виегаша, лейтенанта Нейвы и Транкозу.